# 正定梁氏宗祠
正定梁氏宗祠位于中国河北省石家庄市正定县正定镇燕赵南大街东侧218号、“正定历史文化街”牌楼附近，其修建可能与梁梦龙及其父梁相有关，现存大门和建于明代晚期的祠堂。2019年10月7日，正定梁氏宗祠公布为第八批全国重点文物保护单位。

## 历史
正定梁氏是明清时期当地的名门望族，明洪武初年由蔚州迁至真定（今正定），七世孙梁梦龙、十世孙梁清宽、梁清远、梁清标兄弟，均为高官。

## 建筑
祠堂坐东朝西，面阔五间、进深七檩，采用单檐硬山顶，其中原供以梁氏先人牌位，现已改为他用。1997年5月至1998年9月曾进行落架复原性重修。
门前楹联为“光被家国九分韬略五经济”、“荣及乡里一门栋梁两朝功”。